# マイネーム・イズ・ハーン
『マイネーム・イズ・ハーン』（英語：My Name Is Khan、ヒンディー語：माइ नेम इज़ ख़ान）は、2010年のインドのドラマ映画。アスペルガー症候群を患う主人公リズワン・ハーンが、さまざまな差別や偏見、対立を受け、「ある決意」を胸にアメリカ大陸を横断する姿を追う人間ドラマ。日本劇場未公開でDVDスルーされた。

## ストーリー
主人公のリズワン・ハーンはアスペルガー症候群を患うインド人でイスラム教徒である。母の死後、アメリカにいる弟を頼り渡米し、サンフランシスコでの生活を始める。仕事先の美容室で、同じインド人でヒンドゥー教を信仰するシングルマザーのマンディラに出会い、やがて二人は宗教の違いを乗り越えて結婚する。
しかし、アメリカ同時多発テロ事件以降、イスラム教徒に対する強烈な差別や偏見が始まり、全てが変わってしまった。マンディラの連れ子サミールは、マンディラが再婚したことにより、イスラム教徒の姓に変わってしまい、それを理由に激しい差別やイジメを受け、ついには命を落としてしまう。子供を失い絶望したマンディラはハーンと結婚したことを強く後悔し、激しくハーンを責めたてた。子供を失い、妻から激しく罵倒され追い出されたハーンは、妻の言った一言による「ある決意」を胸にアメリカ横断の旅に出る。

## キャスト
- リズワン・ハーン - シャー・ルク・カーン（日本語吹替：咲野俊介）
- マンディラ - カージョル（日本語吹替：安藤麻吹）
- ママジェニー - ジェニファー・エコルス（日本語吹替：西宏子）
- ザーキル・ハーン - ジミー・シェルギル
- バラク・オバマ大統領 - クリストファー・B・ダンカン

## スタッフ
- 監督：カラン・ジョーハル
- 脚本：シバニ・バティージャ
- 音楽：シャンカル･イフサーン･ローイ
- 撮影：ラヴィ・Ｋ・チャンドラン(ISC)
- 編集：ディーパー・バーティア

### 日本語版スタッフ
- 字幕翻訳：伊東武司
- 吹替翻訳：税田春介

## 受賞
- 第56回フィルムフェア賞(2011年)[1]
  - 最優秀監督賞 - カラン・ジョーハル
  - 最優秀男優賞 - シャー・ルク・カーン
  - 最優秀女優賞 - カージョル

## 作品に関する逸話
- 主演のシャー・ルク・カーンの発言をきっかけにヒンズー過激派が反発を起こし上映を妨害すると表明し、公開初日(2010年2月12日)のムンバイ市内は厳戒態勢が敷かれる事態となった[2]。